# 柳庄站
柳庄站是一个京沪线上的铁路车站，位于山东省曲阜市柳庄村，建于1944年，目前为五等站，邮政编码为273105。目前客运：办理旅客乘降；不办理行李、包裹托运；不办理货运营业。